# Ковальов Альберт Сергійович
Альбе́рт Сергі́йович Ковальо́в (нар. 4 березня 1971, Жданов, СРСР) — колишній український футболіст, що грав на позиціях захисника та півзахисника. Найбільш відомий за виступами у складі донецького «Металурга» та луганської «Зорі».

## Життєпис
Альберт Ковальов народився в Жданові (нині — Маріуполь), де й почав займатися футболом у ДЮСШ «Новатор» під керівництвом Петра Шульмана. У сезоні 1993/94 захищав кольори аматорського клубу «Аверс» (Бахмач), а протягом 1994—1996 років виступав у клубах нижчих ліг — «Керамік», «Нива-Космос» та «Локомотив» (Сміла). Саме у Смілі на Ковальова і звернув увагу Анатолій Сорокін, який запросив хлопця до донецького «Металурга». Протягом шести сезонів, проведених у «Металурзі», Альберт зарекомендував себе як один із символів команди, її капітан та системоутворюючий гравець. Разом з клубом він здобув «золото» першої ліги та путівку до найвищого дивізіону.
У 2002 році Ковальов залишив донецьку команду та перейшов до складу полтавської «Ворскли», де втім надовго не затримався. Транзитом через криворізький «Кривбас» Альберт опинився у луганській «Зорі», а завершував професійну кар'єру в 2005 році у складі донецького «Олімпіка».
У 2009 році Ковальов повернувся на футбольне поле, захищаючи кольори донецького «Текстильника» в чемпіонаті області. Того ж року почав виконувати обов'язки тренера-селекціонера молодіжного складу донецького «Металурга».

## Досягнення
- Бронзовий призер чемпіонату України (1): 2001/02
- Переможець першої ліги чемпіонату України (1): 1996/97
- Бронзовий призер першої ліги чемпіонату України (1): 2004/05
- Бронзовий призер групи «В» другої ліги чемпіонату України (1): 2001/02